# Ewen Green
Ewen Henry Harvey Green (* 16. Oktober 1958 in Torbay; † 16. September 2006 in London), bekannt als E. H. H. Green, war ein britischer Historiker, der für seine Publikationen über die britische Konservative Partei (Conservative Party) bekannt wurde.
Geboren in Torbay und aufgewachsen in Brixham, ging er zunächst auf die Churston Ferrers Grammar School, bevor er mit Auszeichnung am University College London, studierte. 1980 wurde er Student am St John’s College an der Universität von Cambridge, wo er sich auf die Politikgeschichte im Zeitalter Eduards VII. spezialisierte. 1986 nahm er eine Fellowship am Brasenose College der Universität von Oxford an. Dorthin kehrte nach einem Aufenthalt in Reading 1995 zurück und wurde ein Tutor für moderne Geschichte am Magdalen College.
Sein erstes Buch The Crisis of Conservatism beschäftigte sich mit der Geschichte der konservativen Partei in der späten Viktorianischen und Eduardianischen Ära. Darauf aufbauend veröffentlichte er 2002 Ideologies of Conservatism, wo er die Kontinuitäten innerhalb der Partei erforschte. Mit seiner dritten Veröffentlichung Thatcher (2006) baute er eine Brücke zu der modernen konservativen Partei. Ebenfalls 2006 erschien im Rahmen der Serie 20 British Prime Ministers of the 20th Century zudem seine Kurzbiografie Balfour über den ehemaligen Premierminister. 1999 an Multipler Sklerose erkrankt, verstarb er 2006 im Alter von 47 Jahren.

## Veröffentlichungen
- The Crisis of Conservatism: The Politics, Economics and Ideology of the Conservative Party 1880–1914. Routledge, London 1995. ISBN 0-415-14339-X
- Ideologies of Conservatism. Oxford University Press, Oxford, 2002.
- Thatcher. Hodder Arnold, London 2006.
- Balfour. In: 20 British Prime Ministers of the 20th Century. Haus Publishing, London 2006, ISBN 978-1-904950-55-4